# Castle Rock (Wisconsin)
Castle Rock – miasto w Stanach Zjednoczonych, w stanie Wisconsin, w hrabstwie Grant.